# Єдвабне
Єдва́бне (пол. Jedwabne) — місто в північно-східній Польщі.
Належить до Ломжинського повіту Підляського воєводства.

## Історія
Перша згадка датується 1455 роком. Міські права поселення отримало 17 липня 1736 від польського короля Августа III, включно з правом щотижня проводити ярмарки по неділях і п'ять державних свят. Наступного року була збудована дерев'яна церква, а 1770-го — синагога. Синагога — чудова пам'ятка польської архітектурної традиції будівництва дерев'яних синагог . Наприкінці 18 ст. відкрилися текстильні підприємства, а 1851 розпочали роботу ткацькі підприємства, що забезпечили роботою 36 осіб. За обсягами виробництва серед міст Польського королівства Єдвабне посідало 11 місце. 1862 діяло 11 машинних та 13 мануфактурних ткацьких підприємств. Виробництво прийшло до занепаду після повстання у зв'язку з репресіями проти польських та єврейських робітників. Місто, центр єврейської культури 1900 року мало населення 1941 особа.
Під час Другої світової війни та радянської окупації Польщі між 1939 та 1941 роками радянською поліцією проводилися репресії, спрямовані проти поляків, паралельно з нападами на польських партизан, що отаборилися у районі Кобєльне. Після окупації міста нацистами, керівник жандармів Бронислав Шлезинський влаштував єврейський погром, поховавши заживо від 250 до 400 осіб.. За показами свідків, нацисти  створили у Єдвабне гетто і за три місяці ув'язнили 130 євреїв, потім відправили їх у транзитний табір Ломжа та згодом до останнього табору Треблінка. 
Емігранти, що переїхали до США, збудували на 242 Генрі Стріт у Нью-Йорку синагогу Зборів Анше Євдабне.

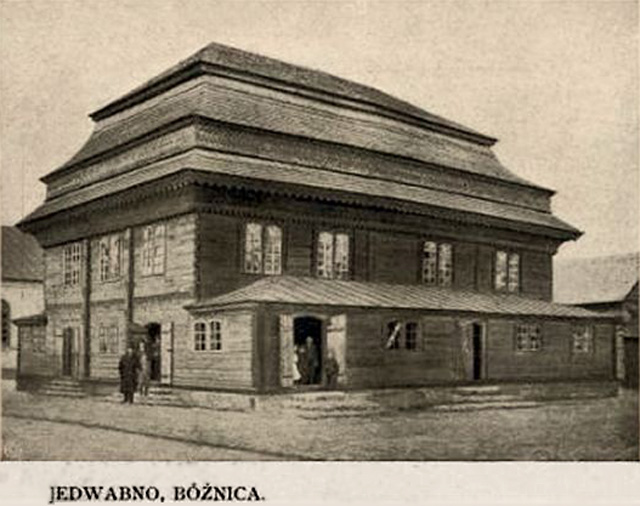
Синагога Jedwabne

## Демографія
Демографічна структура станом на 31 березня 2011 року:
|          | Загалом | Допрацездатний вік | Працездатний вік | Постпрацездатний вік |
| -------- | ------- | ------------------ | ---------------- | -------------------- |
| Чоловіки | 919     | 186                | 647              | 86                   |
| Жінки    | 978     | 192                | 602              | 184                  |
| Разом    | 1897    | 378                | 1249             | 270                  |